# Jozef Kožlej
Jozef Kožlej (Stropkov, 8 luglio 1973) è un ex calciatore slovacco, di ruolo attaccante.

## Palmarès

### Club
- Gambrinus Liga: 1

Sparta Praga: 1993-94
- Pohár ČMFS: 1

FC Hradec Králové: 1995
- Corgoň Liga: 2

Košice: 1996-97, 1997-98
- Slovenský Superpohár: 1

Košice: 1997
- Coppa di Cipro: 1

Omonia Nicosia: 2004-05
- Supercoppa di Cipro: 1

Omonia Nicosia: 2005
- Coppa di Grecia: 1

Larissa: 2007

### Individuale
- Capocannoniere del campionato slovacco: 1

1996-97 (22 reti)
- Capocannoniere del campionato cipriota: 1

2003-04 (21 reti, assieme a Łukasz Sosin)